# Mastacembelus shiranus
Mastacembelus shiranus är en fiskart som beskrevs av Günther, 1896. Mastacembelus shiranus ingår i släktet Mastacembelus och familjen Mastacembelidae. IUCN kategoriserar arten globalt som livskraftig. Inga underarter finns listade i Catalogue of Life.